# Albánia a két világháború között

## Albánia nemzetközi helyzetének rendeződése
Az országban uralkodó politikai zűrzavar az első világháború lezárásával sem szűnt meg. Albánia nem rendelkezett önálló, elismert kormányzattal, és az albánok nem minden ok nélkül ismét attól tarthattak, hogy szomszédaik bekebelezik hazájukat. Az olasz hadsereg továbbra sem vonult ki az általa ellenőrzött középső területekről, a szerbek Észak-Albánia elfoglalását tervezték, a görögök pedig a Dél-Albánia feletti hatalmat áhították.
Az 1918 decemberében Durrësban összeült albán nemzetgyűlés küldöttséget menesztett a párizsi békekonferenciára, de a tárgyaló felek visszautasították Albánia hivatalos részvételét a tanácskozáson. Ezek után az ország vezetői egyre inkább hajlottak az olasz protektorátus elfogadására, akár egy olasz herceg trónra ültetése árán is, amennyiben ez lett volna a biztosítéka területi integritásuk megőrzésének. Mindeközben szerb csapatok vezettek támadásokat a határvidéken élő albán települések ellen, jóllehet, albán szabadcsapatok tevékenykedtek Szerbiában és Montenegróban is. 1920 januárjában a párizsi béketárgyalások résztvevői közül Nagy-Britannia, Franciaország és Görögország – az éppen távol lévő Amerikai Egyesült Államok és az albánok háta mögött – megegyezett Albánia felosztásáról Olaszország, Szerbia és Görögország között.
Az albánok lépéskényszerbe kerültek, s még ugyanabban a hónapban Lushnja városában összehívták a nemzetgyűlést, amelyen visszautasították a békekongresszus döntését és fegyveres honvédő harcba hívták az albánokat. A lushnjai kongresszus a négy tagból álló Legfelsőbb Tanácsot nevezte ki az ország élére, ugyanakkor megalakult a kétkamarás albán parlament. Az alsóházba minden 12 ezer szavazópolgár bejuttathatott egy képviselőt, illetve az egyesült államokbeli albán közösség is delegálhatott egy küldöttet. A felsőház tagjai rangjuk alapján nyerték el mandátumukat. Február 20-án az adminisztráció a fővárosnak kijelölt Tiranába költözött. 1920 márciusában Thomas Woodrow Wilson amerikai elnök elismerte a független Albániát és képviseletet nyitott az országban. Közbelépésére a párizsi békekonferencia határozatainak végrehajtását felfüggesztették, és 1920 decemberében a Népszövetség is teljes jogú tagként ismerte el Albániát.
E függetlenség azonban továbbra is ingatag lábakon állt. Az ország pontos határait továbbra sem állapították meg, szerb csapatok állomásoztak Albánia északkeleti területein, a középső országrészt pedig Olaszország tartotta megszállás alatt. 1920. május 20-án az ország vezetői „El a kezekkel Vlorától!” jelszóval ismét fegyverbe szólították az albánokat. A harcokat követően az olaszok július 2-án kiürítették a várost, de az 1915-ös londoni egyezmény értelmében szeptember 2-án Albánia formálisan Olaszország használatában hagyta a Sazan-szigetet. 1920. június 21-én hivatalosan is feloszlatták a francia protektorátussal létrehozott, valójában már 1918-ban összeomlott Korçai Albán Autonóm Köztársaságot. Belgrád északkeleten 1921. július 17-én Marka Gjoni mirdita nemzetségfőt állította a szerb megszállás alatt álló területekből kialakított Mirditai Köztársaság élére (Prizren fővárossal). Végül 1921 novemberében egy brit–francia–olasz–japán összetételű népszövetségi bizottság állt fel, amely visszaállította Albánia 1913-as határait, s november 20-án a Mirditai Köztársaság is megszűnt. Ezzel a lépéssel Albánia nemzetközi helyzete stabilizálódott.
Társadalmi és gazdasági helyzet • Az első világháborús megszállásokból kikapaszkodó Albánia Európa páriájaként tekintett a jövőbe. Egymillió lakosa három nagy felekezetre és két főbb társadalmi csoportra oszlott: a félfeudális privilégiumokkal rendelkező földesurakéra (bégekére) és a szegénysorban tengődő alávetettekére. A földbirtokos réteg célja az volt, hogy előjogait megőrizve továbbra is élvezze a csak neki járó társadalmi előnyöket, de vele szemben a vidék parasztsága hangjára találva tiltakozásba kezdett. A bégekből álló kormányzat északon csak Shkodra városát és környékét tartotta ellenőrzése alatt, a hegyvidéki nemzetségek pedig gyanakodva szemlélték az adminisztráció ténykedését.
Fejlettségét tekintve Albánia messze elmaradt a Balkán többi országától. A népesség 13%-a városlakó, 95%-a írástudatlan volt, 90%-a középkori eszközökkel folytatott mezőgazdasági tevékenységet. Az ország termékenyebb területei évről évre időszakosan víz alá kerültek, a mocsaras vidékek lakosságát a malária tizedelte. Albániában nem épült ki bankrendszer, vasúthálózat, korszerű kikötők, felsőoktatási rendszer, nem rendelkezett hatékony hadsereggel vagy napi sajtótermékkel. A népesedési mutatókat tekintve Európában itt volt a legmagasabb a születési arányszám és a csecsemőhalandóság, illetve a legalacsonyabb a várható élettartam (férfiaknál 38 év). Az Amerikai Vörös Kereszt iskolákat és kórházakat nyitott Durrësban és Tiranában, és noha ezt további iskolaalapítások követték, 1938-ban az iskolaköteles gyerekeknek még mindig csak 36%-a részesült közoktatásban.

## Az 1920-as évek pártharcai
Az első világháborút követően jelentek meg az első politikai pártok Albániában. E pártkezdemények a Balkán többi részéhez hasonlóan az első időkben még híján voltak progresszív politikai és gazdasági programoknak, ténykedésük jóformán abban merült ki, hogy önös érdekeiket követve pártszövetségből pártszövetségbe léptek. Mindeközben a formálisan továbbra is uralkodó Vilmos fejedelmet helyettesítő Legfelsőbb Tanács látta el az államfői teendőket.
1921-ben az ország legjelentősebb pártja a konzervatív Haladás Párt volt, amely az északi nemzetségfőket és a déli bégeket közös nevezőre hozva ellenzett bármiféle, a parasztokat földhöz juttató mezőgazdasági reformtervezetet. Albánia egyik legnagyobb földesura, Shefqet Vërlaci állt a párt élén. A másik oldalon a Néppárt a reformgondolkodókat gyűjtötte össze, ennek szellemi vezetője a Harvard Egyetemen tanult durrësi ortodox püspök, Fan Noli volt. E párt soraiban volt még ekkor megtalálható Amet Zogu, a későbbi király is. Az első választásokat 1921 áprilisában tartották, de a két világháború közötti időszakban a kormányok gyorsan váltották egymást, 1921 októberétől decemberig például öt alkalommal történt kormányváltás.
1922 januárjában a Néppárt elnöke, Xhafer Ypi alakíthatott kormányt, amelyben Noli a külügy-, Zogu pedig a belügyminiszteri posztot kapta. Noli hamarosan lemondott, miután Zogu egyre erőszakosabb politikát folytatott, majd a rendőrség bevetésével elrendelte a fegyverek begyűjtését. Az albánok körében nagy hagyománya volt a fegyverviselésnek, és az északi nemzetségek ezt a rendeletet önkormányzatuk korlátozásaként élték meg. Fegyveres csapataik megindultak a főváros felé, de Zogu brit segítséggel visszaverte a támadásukat. 1922. december 2-án felváltotta Ypit a miniszterelnöki székben, ezzel egyidejűleg pedig eljegyezte Shefqet Vërlaci lányát. Ezzel a lépéssel Zogu hátat fordított a Néppártnak, egyúttal szövetségre lépett a konzervatívokkal. Meglehetősen vegyes nézetű ellenzékét Fan Noli tartotta össze az általa szervezett Demokraták Ellenzéki Pártjával, voltak soraiban a földreformot sürgető parasztok, Koszovó visszaszerzéséért harcoló revizionisták, nyugati gondolkodású reformer értelmiségiek, sőt, Shkodra fővárosként való elismerését célul kitűző északalbánok is.
Az 1924 eleji választásokat Zogu kis többséggel megnyerte, de egy pénzügyi botrányt és egy ellene elkövetett sikertelen merényletet követően félreállt, és március 5-én Vërlacinak engedte át a kormányrudat. Miután április 20-án a radikális ifjak vezetőjét, Avni Rustemit a parlament épülete előtt megölték, az ellenzék kivonult a parlamentből és Zogu híveit vádolták meg a merénylettel. Rustemi temetése hatalmas tömegdemonstrációkra adott alkalmat, s az elégedetlenség országszerte tetőfokára hágott. Hamarosan kitört a júniusi forradalom, június 10-én bevették Tiranát, 1924. június 16-án Fan Noli lett a miniszterelnök, Zogu pedig a Szerb–Horvát–Szlovén Királyságba menekült és távollétében halálra ítélték. Noli idealizmusában a feudalizmus teljes felszámolását, egy nyugati típusú alkotmányos kormányzás bevezetését tűzte ki célul: programjában szerepelt az agrárreform, a politikai szabadságjogok biztosítása, a túlburjánzó bürokrácia felszámolása, az önkormányzatok jogosítványainak bővítése, külföldi befektetők hívása az országba, de több közlekedési, közegészségügyi és közoktatási reformokat is meghirdetett. Mindez csak álom maradt, a reformok végrehajtását a legkülönfélébb érdekcsoportok akadályozták meg, azok is, akik Zogu távozásáért síkra szálltak Noli mellett, de igazi változásokat nem akartak.
Mindeközben Zogu hadsereget szervezett, a szerb vezetés pedig fegyverekkel segítette. Miután Noli bejelentette, hogy Albánia felveszi a diplomáciai kapcsolatot a Szovjetunióval, Belgrád elérkezettnek látta az időt a cselekvésre: 1924. december 13-án Zogu hadseregével átlépte az albán határt és december 24-én elfoglalta Tiranát. Noli és miniszterei 26-án Olaszországba szöktek.
Zogu még csírájában el tudta fojtani a Noli reformprogramja nyomán felbukkanó demokratikus törekvéseket, s csak a földbirtokosréteg érdekeit nem sértő reformokhoz járult hozzá. A parlament 1925. január 31-én új alkotmányt fogadott el, amely Albánia államformáját köztársaságként határozta meg, ezzel együtt kimondta Vilmos fejedelem trónfosztását és a Legfelsőbb Tanács feloszlatását. A köztársaság teljhatalmú elnöke hét évre Zogu lett: jogkörébe tartozott a miniszterek kinevezése és menesztése (a kormányokat 1928-ig az igazságügy-miniszterek vezették), az államigazgatás vezetőinek kinevezése, a nemzetgyűlési mandátumok egyharmadának elosztása, a törvények elfogadása vagy megvétózása, az albán hadsereg parancsnoklása. Az ellenzéki pártokat és civil kezdeményezéseket betiltották, bevezették a cenzúrát, Zogu még Albániában tartózkodó ellenfeleit meggyilkolták. Külpolitikájában Zogu hamar hátat fordított a korábban őt segítő, és ezért területi követelésekkel élő Belgrádnak, átengedte ugyan nekik az Ohridi-tónál fekvő Szent Naum-kolostort, de aztán Mussolini Olaszországával igyekezett elmélyíteni a diplomáciai kapcsolatokat.
1925 májusában Olaszország koncessziót kapott Albánia ásványi nyersanyagainak kitermelésére, olasz kereskedelmi és személyszállító hajók használhatták az albán kikötőket, s hamarosan olasz segítséggel megalakult az Albán Nemzeti Bank, majd az Albánia Gazdasági Fejlődéséért Társaság is. 1926-ban Mussolini lépéseket tett a politikai befolyás érdekében is: vonakodva ugyan, de novemberben aláírták az első tiranai egyezményt, amely garantálta Zogu hatalmát és az ország határait, amennyiben Olaszország tanácsadókat küldhet az albán hadsereg és rendőrség soraiba. Egy évvel később, 1927 novemberében kötötték meg a második tiranai egyezményt, amely húsz évre szóló védelmi szövetség volt. Ezzel Albánia mind gazdaságát, mind külpolitikáját tekintve Olaszország mellett kötelezte el magát, immár egy olasz tábornok és negyven tiszt vezényletével olasz csapatok léphettek albán területre. Kevéssel később Zogu engedélyezte, hogy az olasz haditengerészet használja Vlora kikötőjét, cserébe hatalmas fegyverszállítmányok érkeztek az országba.

## I. Zogukirálysága
1928 augusztusában Zogu feloszlatta a parlamentet, majd egy új alkotmányozó nemzetgyűlést hívott össze, amely szeptember 1-jén kimondta, hogy Albánia királyság, ő pedig a Zogu-dinasztia alapítójaként, I. Zogu avagy III. Szkander bég néven Albánia királya. A korábbi parlamentet végleg feloszlatták, és egykamarás nemzetgyűlést hoztak létre, de Zogu továbbra is azzal a diktatórikus teljhatalommal kormányzott, amely elnöki korszakát jellemezte. Minthogy megkoronázása előtt reformokat ígért, a még mindig érvényben lévő oszmán törvények helyére nyugati mintára polgári, büntető és kereskedelmi törvénykönyv készült. Ezen túl azonban nem ment, a mögötte álló földbirtokosok érdekeinek megfelelően az ország társadalmi és gazdasági reformjába nem vágott bele.
Megkoronázása után felbontotta rangon alulinak tartott feljegyzését Shefqet Vërlaci lányával. Korábbi harcostársa és híve e sértést követően a király ellenségeinek népes táborába lépett. Az Albániában hagyományos vérbosszútól tartva Zogu testőrséggel vette magát körül és ritkán mutatkozott nyilvánosan. A polgári lakosságtól országszerte begyűjtötték a lőfegyvereket, egyedül Zogu Mat vidéki nemzetségének tagjaira nem vonatkozott a rendelet. Ennek ellenére 1931-es bécsi látogatása során, február 20-án testőrei csak tűzpárbaj árán tudtak ártalmatlanná tenni két albán merénylőt.
Belpolitikai nyomás is nehezedett Zogura: az albán közvélemény egyre inkább rosszallta Olaszország mind nagyobb befolyását. Hogy ellensúlyozza a 15 ezres albán hadseregben szolgáló olasz tisztek jelenlétét, a rendőri testületbe az olasz nyomás ellenére brit tiszteket és tanácsadókat hívott. 1931-ben nyíltan szembefordult az olaszokkal, amikor megtagadta az 1926-os tiranai egyezmény újratárgyalását. Olaszország továbbra is ragaszkodott albániai privilégiumainak kiszélesítéséhez, de Zogu a következő években sorozatosan visszautasította olasz rendőrségi tanácsadók fogadását; a vámunió létrehozását; a cukorgyártás, a telefon- és áramszolgáltatás állami monopóliumának átengedését; az olasz nyelv alapfokú oktatásának bevezetését; olaszok letelepedésének engedélyeztetését; stb. Zogu ehelyett menesztette az olasz katonai tanácsadókat és tiszteket, valamint államosította Észak-Albánia olasz tulajdonú katolikus iskoláit.
Amikor 1934 júniusában kereskedelmi egyezményt írt alá Jugoszláviával és Görögországgal, Mussolini egy időre befagyasztotta az Albániába küldött gazdasági kölcsönt és erőfitogtatásul hadihajóflottát küldött a durrësi partokhoz. Végül Zogu a gazdasági kényszer szorításában engedett, 1935-ben visszaálltak a korábbi viszonyok: 3 millió aranyfranknyi olasz segély érkezett az országba, visszatértek a katonai tanácsadók és tisztek, de a vámunió nem jött létre.
Zogu uralkodása alatt öt kisebb-nagyobb lázadás tört ki, ezek legjelentősebbike az 1935. augusztusi fieri felkelés volt. Zogu ezt is leverte és tizenegy résztvevőjét tárgyalás nélkül kivégeztette, de október 22-én új, reformprogramot hirdető kormány alakult Mehdi Frashëri vezetésével. A sajtószabadság bevezetésén túl azonban csak látszólagos reformlépések történtek, és 1936. november 9-étől Koço Kota személyében már újra konzervatív kormánya volt az országnak. Ezzel együtt tovább erősödött az olasz nyomás, olasz tisztviselők foglaltak el vezető államigazgatási pozíciókat, és kisszámú olasz telepes is érkezett Albániába.
1938. április 27-én, amikor dinasztiaalapítás ürügyén Zogu feleségül vette a magyar Apponyi Géraldine-t, a vőlegény tanúja még Galeazzo Ciano olasz külügyminiszter volt, de a háttérben Olaszország már Albánia lerohanását tervezte.
Társadalmi és gazdasági helyzet • Albánia sok tekintetben továbbra is Európa sereghajtója maradt I. Zogu királysága idején. Noha a társadalom döntő hányada nincstelen paraszt volt, továbbra is a földbirtokosok konzervatív érdekei érvényesültek, s a térség többi államától eltérően nem alakult ki agrárius vagy kommunista mozgalom. Az ásványi nyersanyagokban gazdag országban nem épült ki számottevő bányaművelés és ipar, csupán Shkodrában volt egy cementgyár, Korçában egy sörgyár, Durrësban pedig egy dohánygyár. Albánia energetikai potenciálja is kiaknázatlan maradt, jóllehet az olaszok Kuçova és Vlora között kiépítettek egy kőolajvezetéket, de a nyersolajat Olaszországba szállították. 1939-ben az albán import négyszerese volt az exportnak, a fő külkereskedelmi partner pedig Olaszország volt: gabona és élelmiszeripari termékek és gépek érkeztek az országba, cserébe kőolajat, bőrt, sajtot és tojást exportáltak Olaszországba.